# Benassal

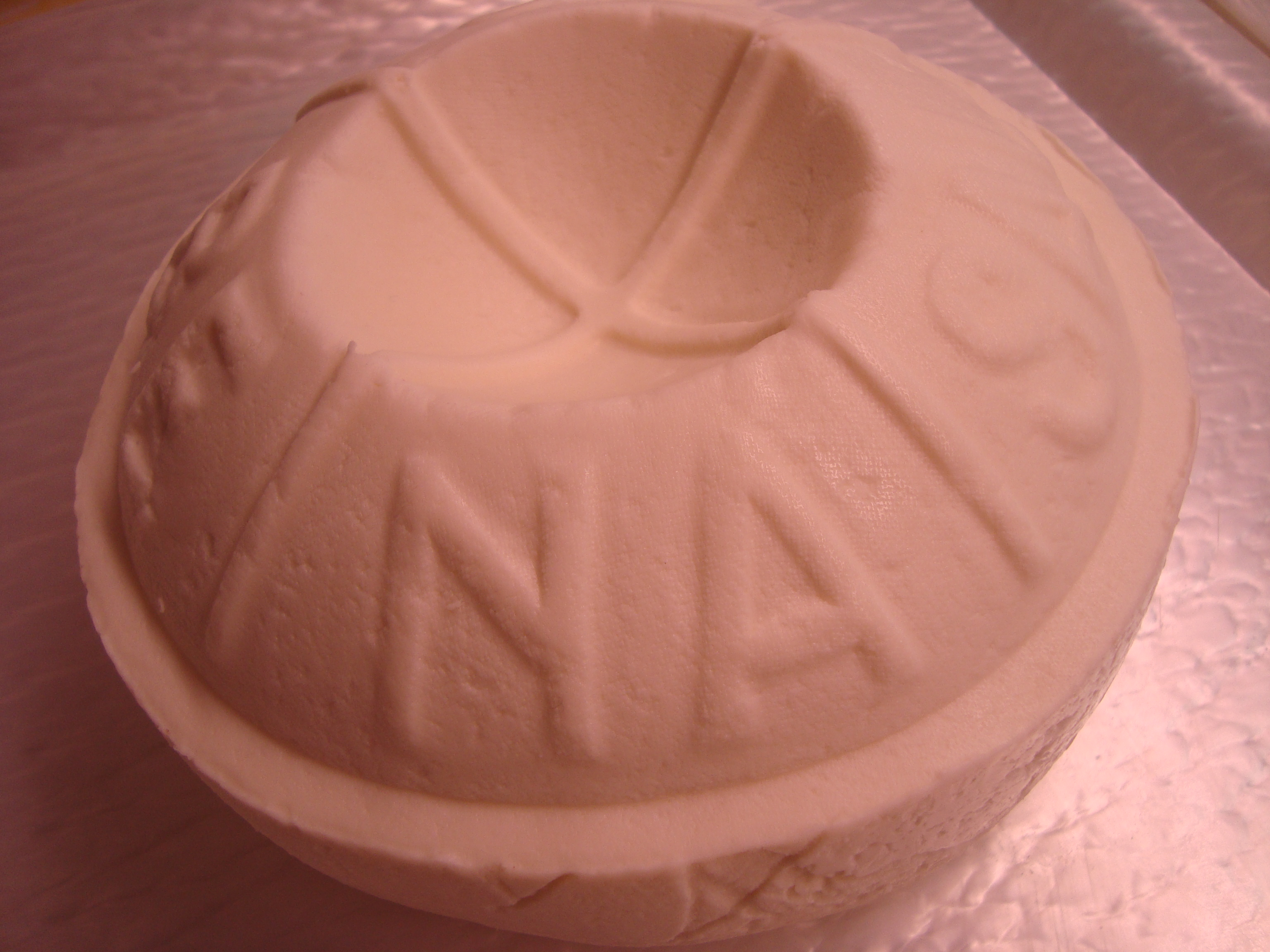
Formatge fresc de Benassal

Benassal, en valencien et officiellement (Benasal en castillan), est une commune d'Espagne de la province de Castellón dans la Communauté valencienne. Elle est située dans la comarque de l'Alt Maestrat et dans la zone à prédominance linguistique valencienne.

## Géographie

Localisation de Benassal
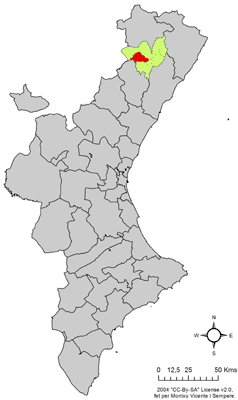
dans la Communauté valencienne.
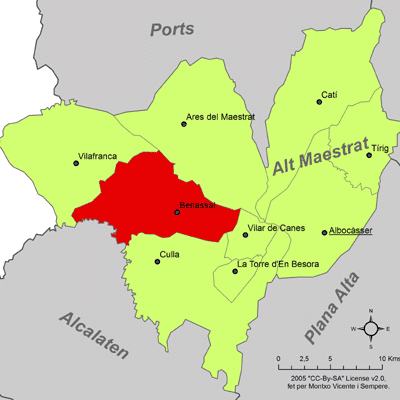
dans la comarque de l'Alt Maestrat.

Communes limitrophes :
Villafranca del Cid, Ares del Maestre, Vilar de Canes, Culla et Vistabella del Maestrazgo, toutes dans la province de Castellón

## Histoire
Ville d'origine arabe, elle est reconquise en 1234, quand don Blasco de Alagón prend le Château de Culla avec toutes ses dépendances, dont Benassal, à qui il accorda la première Carta Puebla le 3 janvier 1239. Le village est passé ensuite dans les mains de sa fille Constanza et du mari de celle-ci, Guillem d'Anglesola. Le fils de ces derniers, en 1303, a vendu tout le territoire à l'Ordre du Temple et, lors de la dissolution de cet ordre, il est entré dans la seigneurie de l'Ordre de Montesa. Historiquement il a fait partie de la Setena de Culla.
Pendant la Guerre de Succession il a pris parti pour Philippe V et pour Don Carlos pendant les guerres carlistes. Plus tard, après la guerre civile, le retour à la normale a été lent et difficile.

## Patrimoine

### Monuments religieux
- Église de la Asunción de la Virgen, du XVIIIe siècle. Elle conserve un portail baroque, ainsi qu'une importante collection de orfèvrerie, ornements religieux et médiévaux comme le "lecho de la Virgen" (lit de la Vierge), le retable de l'autel et une Cène que le sculpteur José Gozalbo a réalisée en fer.

## Notes et références

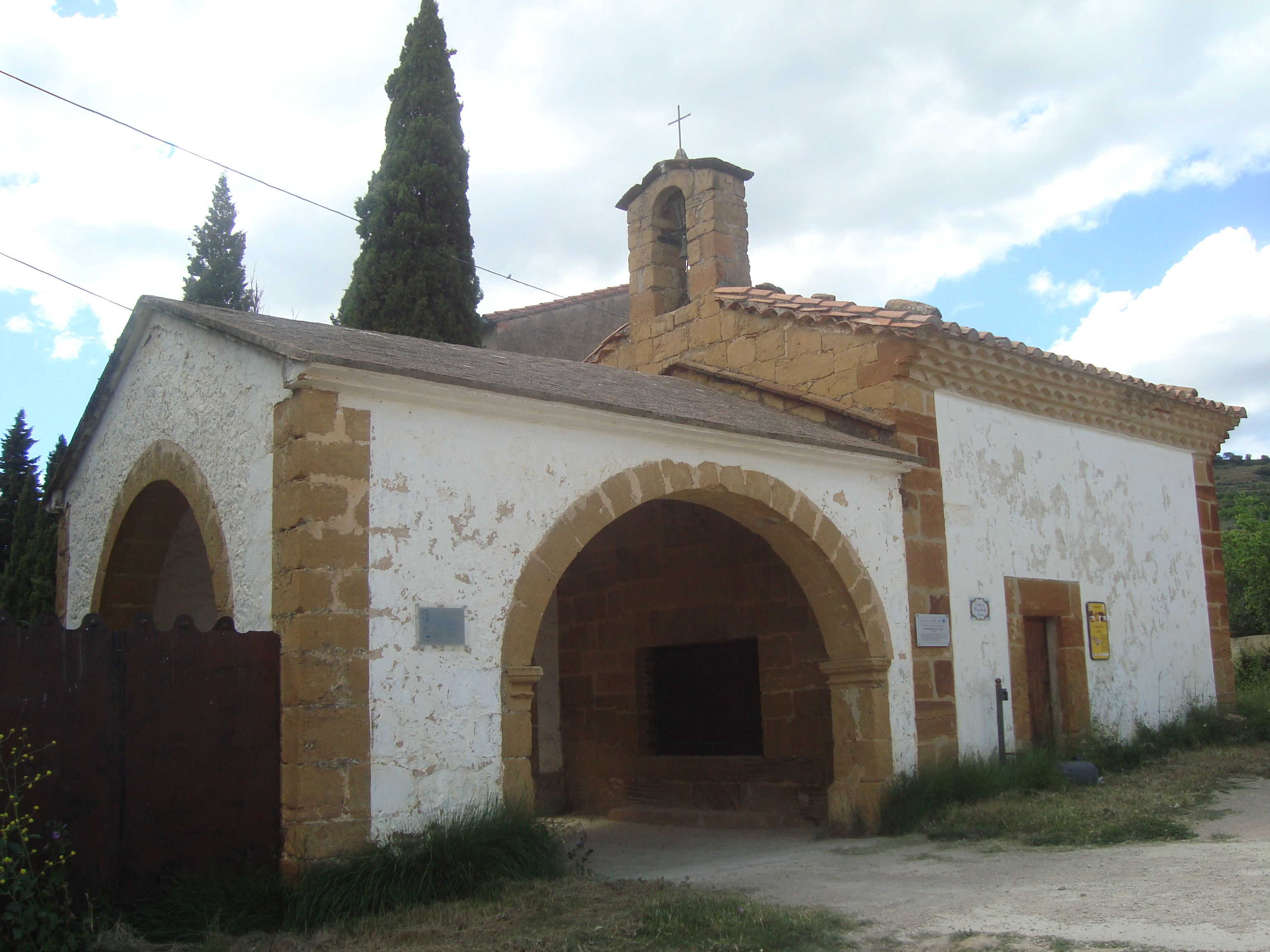
Ermita de Loreto (Benassal)

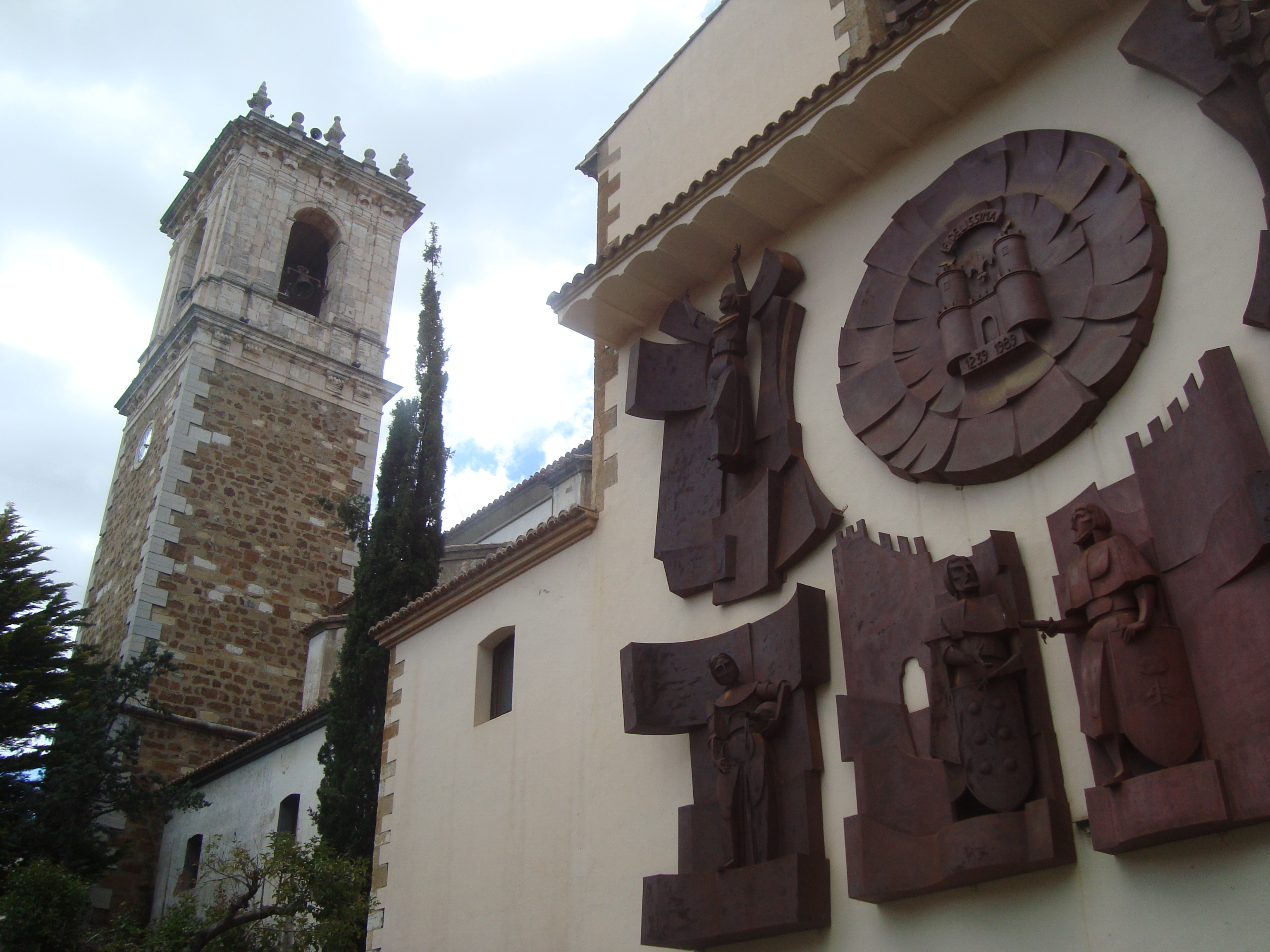
Església parroquial de l'Assumpció (Benassal)

### Liens externes

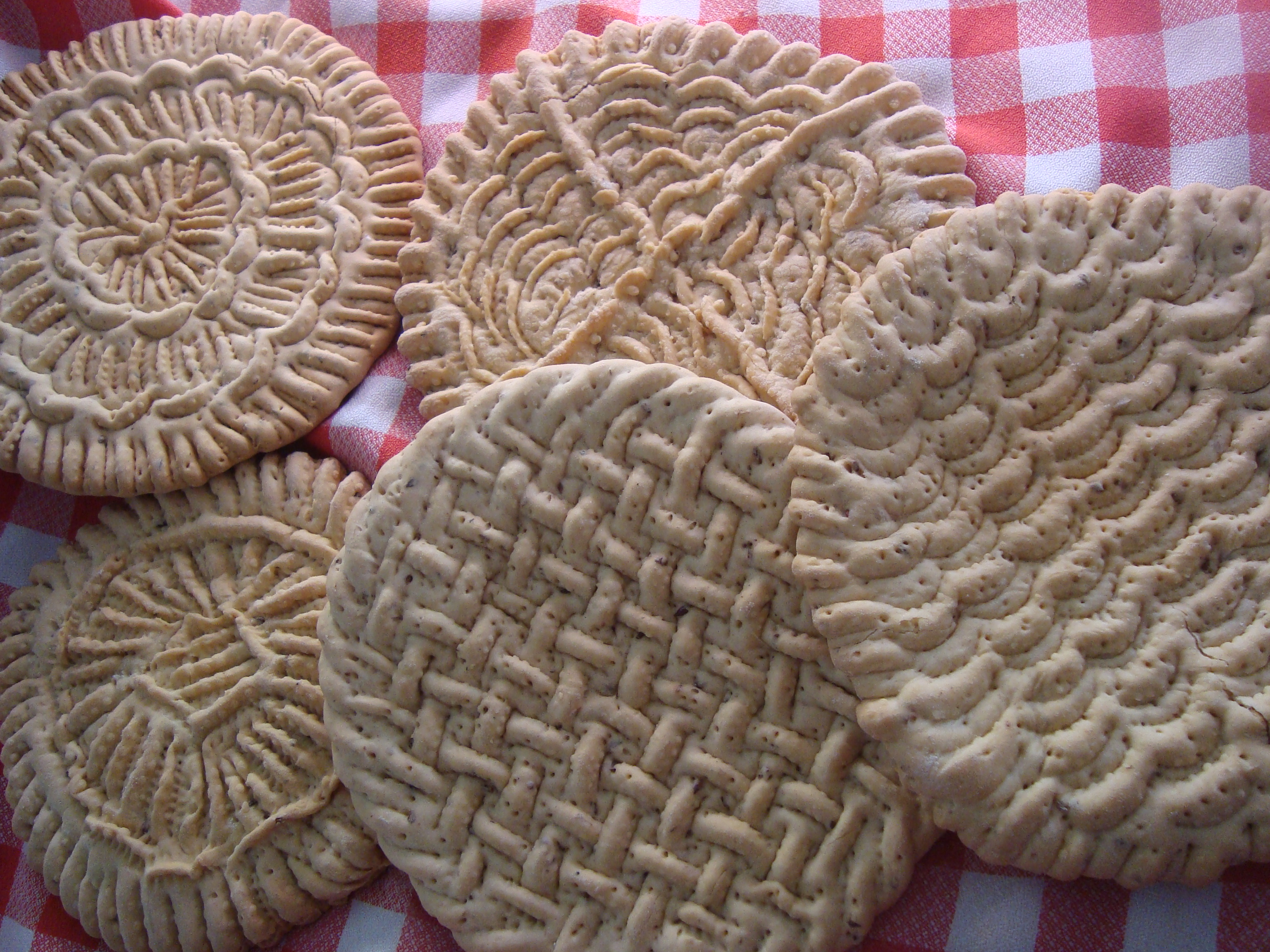
"Primes" decorades de Sant Cristòfol (Benassal)

### Monuments civils
- Centre historique.
- La Tour de la Prison.